# Arinthia Komolafe
 (novembre 2022).
Arinthia Santina Komolafe (née Braynen le 30 juin 1980) est une femme politique bahamienne, élue à la tête de l'Alliance nationale démocratique (en), l'un des trois principaux partis politiques du Commonwealth des Bahamas, le 24 octobre 2017. Elle succède à Christopher Mortimer. Komolafe est la première femme dirigeante du parti et suit d'autres femmes telles que Cynthia Pratt et Loretta Butler-Turner (en) à la tête de grands partis politiques bahamiens.

## Enfance et éducation
Komolafe naît sous le nom Arinthia Santina Braynen le 30 juin 1980 à l'hôpital Princess Margaret de Nassau, New Providence, Bahamas, dans la communauté de Farm Road. Ses parents sont Bradley Arthur Braynen, un fonctionnaire, et Jenniffer Elaine Braynen (née Harvey), une banquière à la retraite devenue consultante en administration et en immigration. Elle est la deuxième de cinq enfants, suivie de deux frères, Anton et Marcus Braynen, et une sœur, Anthinear Carroll. Son frère aîné, Brandon Bradley Braynen, meurt à l'âge de 39 ans le 11 juillet 2016, des suites de complications après une intervention chirurgicale.
Komolafe grandit à Bain & Grants Town où elle fréquente l'école primaire Willard Patton puis l'école secondaire secondaire CR Walker,. Komolafe continue avec des études en comptabilité, finance et droit. Elle obtient son baccalauréat en droit à l'université de Buckingham. Elle obtient tous les diplômes du programme de la Society of Trust & Estate Practitioners (STEP) en 2010.

## Carrière

### Travail
En septembre 2013, Komolafe devient la première femme directrice générale de la Bahamas Development Bank. Elle occupe ce poste jusqu'en mars 2016. Au cours de son mandat, Komolafe combat le népotisme et le copinage dans le règlement des dettes envers la banque
En avril 2014, Komolafe est reconnue par le chargé d'affaires américain aux Bahamas, John L. Armstrong, et nommée pour le programme de mentorat en leadership mondial du département d'État américain.

### Politique
En 2012, Komolafe est élue présidente de la branche féminine de New Providence du Parti libéral progressiste. Elle succède à Manita Wisdom. Au cours de son mandat, Komolafe dirige une délégation de femmes à leur première réunion internationale lors de la 57e session de la Commission de la condition de la femme aux Nations unies en mars 2013,.
En janvier 2017, Komolafe devient candidate de l'Alliance nationale démocrate dans la circonscription de Killarney et en est porte-parole des services financiers, du commerce et de l'industrie et de l'assurance nationale dans le cabinet fantôme du parti,,. Elle est l'une des treize femmes sur les listes du Parti,,. Elle s'oppose au chef du Mouvement national libre, Hubert Minnis, qui remporte le siège pour la troisième fois consécutive, obtenant 4 163 voix, et devient le quatrième Premier ministre du Commonwealth des Bahamas,,. Komolafe obtient 422 voix après quatre mois de campagne électorale, la plaçant en tête des candidates et troisième de tous les candidats de son parti, derrière Branville McCartney dans la circonscription de Bamboo Town (604 voix) et Stephen Greenslade (544 voix) pour la circonscription de Golden Isles,.
Lors d'une réunion spéciale tenue le 24 octobre 2017, Arinthia Komolafe est élue dirigeante adjointe de l'Alliance nationale démocrate. Elle succède à Christopher Mortimer, qui est nommé dirigeant par intérim le 24 octobre 2017,. Elle annonce son intention de diriger le parti sur Facebook le 19 février 2019 remporte ensuite l'élection interne.